# Ipanica cornigera
Ipanica cornigera är en fjärilsart som beskrevs av Butler 1886. Ipanica cornigera ingår i släktet Ipanica och familjen nattflyn. Inga underarter finns listade i Catalogue of Life.

## Bildgalleri

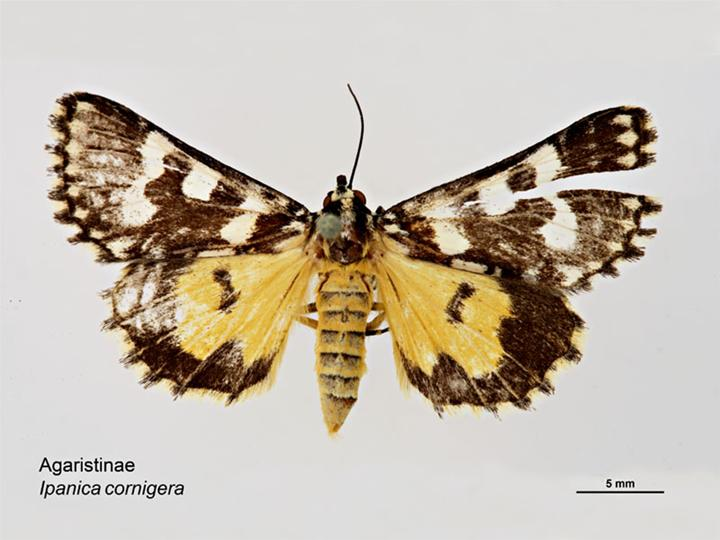
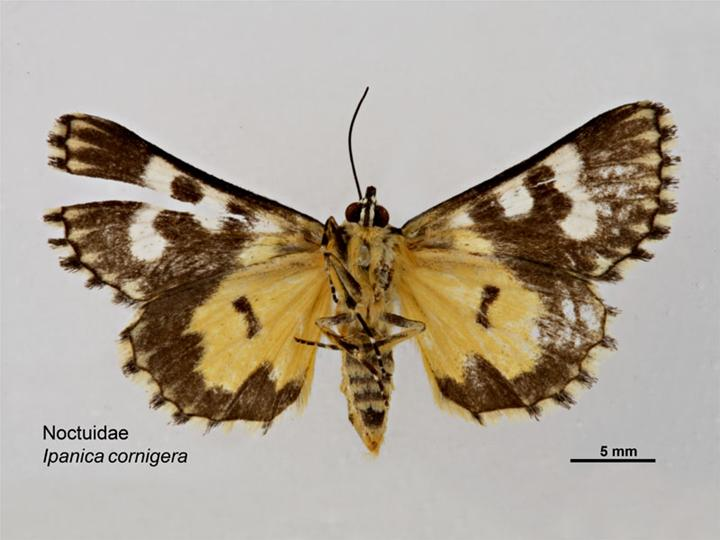